# Velký Rybník
Velký Rybník är en ort i Tjeckien.   Den ligger i regionen Vysočina, i den centrala delen av landet, 90 km sydost om huvudstaden Prag. Velký Rybník ligger 479 meter över havet och antalet invånare är 160.
Terrängen runt Velký Rybník är huvudsakligen lite kuperad. Velký Rybník ligger nere i en dal. Runt Velký Rybník är det ganska glesbefolkat, med 36 invånare per kvadratkilometer. Närmaste större samhälle är Pelhřimov, 8,9 km sydväst om Velký Rybník. Omgivningarna runt Velký Rybník är en mosaik av jordbruksmark och naturlig växtlighet.